# Frank Roosa
Frank Roosa (29 oktober 1967) was een voetballer van Feyenoord op het middenveld aan het einde van de jaren tachtig. Door een blessure kwam hij in seizoen 1988/1989 bijna niet meer aan voetbal toe. Vervolgens is hij in seizoen 1989/1990 gaan spelen bij SVV. Hij heeft daar mooie jaren meegemaakt, met het mooiste moment het kampioenschap in de eerste divisie.
Na het aflopen van zijn contract had hij aanbiedingen van diverse clubs, maar het Bosman-arrest was nog niet van kracht. SVV vroeg een te hoge transfersom voor de geïnteresseerde clubs.
Roosa is toen gaan spelen voor diverse amateurclubs. In 2006 speelt Roosa bij PEC Den Haag. In het seizoen 2005-2006 is PEC Den Haag kampioen geworden in de 4e klasse. Hierbij heeft hij een groot aandeel gehad. Mede door zijn ervaring en technisch hoogstaand voetbal.